# Shirasagi
Shirasagi (白鷺, La garsa blanca) és una pel·lícula japonesa del 1958 dirigida per Teinosuke Kinugasa. Va participar al 12è Festival Internacional de Cinema de Canes.

## Sinopsi
Una geisha intenta començar una nova vida amb el seu amant, que és pintor.

## Repartiment
- Fujiko Yamamoto - Oshino
- Keizo Kawasaki - Junichi Inaki
- Yosuke Irie - Takashi Irie
- Shūji Sano - Kumajirō Gosaka
- Hitomi Nozoe - Nanae Date
- Hideo Takamatsu - Yokichi Tatsumi
- Eijirō Tono
- Tamae Kiyokawa - Hideko Gosaka
- Rieko Sumi - Wakakichi

## Nominacions i premis
- 1959: Menció al 12è Festival Internacional de Cinema de Canes[4]
- 1959 : premi Blue Ribbon a la millor actriu Fujiko Yamamoto[5]
- 1959 : premi Mainichi als millors decorats per Atsuji Shibata i premi especial per Kimio Watanabe[6]